# Авот Юрій Карлович
Юрій Карлович Авот (29 жовтня 1923, місто Кінгісепп, тепер Ленінградської області, Російська Федерація — 12 червня 1976, місто Рига, тепер Латвія) — радянський діяч, начальник Латвійського морського пароплавства. Депутат Верховної ради Латвійської РСР 6—9-го скликань. Член ЦК КП Латвії.

## Життєпис
З 1942 по 1943 рік — у Червоній армії, служив командиром роти 43-ї гвардійської латиської дивізії на Західному фронті. Учасник німецько-радянської війни.
У 1943—1946 роках — начальник пункту контрольно-облікового бюро виконавчого комітету Заволзької районної ради депутатів трудящих міста Ярославля.
Член ВКП(б) з 1944 року.
З 1946 року — помічник капітана пароплава «Сігулда».
Закінчив Вищу партійну школу при ЦК ВКП(б).
У 1953—1956 роках — начальник політвідділу Латвійського державного морського пароплавства.
У 1956—1957 роках — інструктор промислово-транспортного відділу ЦК Комуністичної партії Латвії.
У 1957 — 12 червня 1976 року — начальник Латвійського морського пароплавства.
Помер 12 червня 1976 року в місті Ризі.

## Нагороди
- орден Леніна
- орден Жовтневої Революції
- два ордени Трудового Червоного Прапора
- орден «Знак Пошани»
- медалі
- Заслужений працівник транспорту Латвійської РСР